# Шампанське (оповідання)
«Шампанське» (рос. Шампанское) — оповідання Антона Чехова, вперше опубліковане 1887 року. 

## Історія публікації, критика
Оповідання «Шампанське» Антон Чехов написав 1887 року. Того ж року воно вперше вийшло друком у 4-му номері «Петербурзької газети» від 5 січня, з підписом Антоша Чехонте. Також друкувалося в книзі «Стоглав» 1889 року, а в 1890 році — в збірнику «Похмурі люди», у виданні Адольфа Маркса.
За життя Чехова оповідання перекладали на болгарську, німецьку, сербсько-хорватську і фінську мови.
Свого часу критика відзначала художній бік оповідання. Микола Михайловський відзначав поетичність стилю письменника: «В оповіданні „Шампанське“ я зупинився на таких гарненьких рядках: «Дві хмаринкики відійшли вже від місяця і стояли віддалік з таким виглядом, ніби перешіптувалися про щось, чого не повинен знати місяць. Легкий вітерець пробіг степом, несучи з собою глухий гомін далекого вже поїзда». Як це насправді мило, і таких милих штрихів досить багато прописано в книжці, втім, як і завжди в оповіданнях А.Чехова. Все у нього живе: хмари потайки від місяця шепочуться, дзвіночки плачуть, бубонці сміються, тінь разом з людиною з вагона виходить. Ця, свого роду, мабуть, пантеїстична риса дуже сприяє красі розповіді і свідчить про поетичні настрої автора».

## Сюжет
Оповідь ведеться від першої особи. Молодий начальник глухого полустанку залізниці жив з дружиною і без дітей, на самоті, розважаючись горілкою та спогляданням за поїздами, що проходять повз станцію.
Життя було нудне. Одного разу перед святкуванням Нового року він сидів з дружиною за святковим столом, досить випив і думав про свою важку долю. Усі чекали, коли годинник покаже прихід Нового року. За п'ять хвилин до дванадцятої він відкоркував пляшку, вилетів корок, а пляшка вислизнула у нього з рук і впала на підлогу. Прихід Нового року дружина зустріла з переляканими очима. Вона знала, що падіння пляшки - погана прикмета і це означає, що в новому році трапиться щось недобре.
Після суперечок з дружиною герой вийшов з дому думаючи, що вони вже стільки всього пережили, що гіршого й бути не може. Він згадував померлих батьків, як його вигнали з гімназії, як він тинявся без діла і друзів. Дружину він не любив, одружився в юному віці.
Повернувшись додому, він побачив дружину в доброму гуморі — до них приїхала на три дні добра тітка Наталя Петровна. Тітка не знала, що у неї є такий небіж. За вечерею тітка і племінник добре випили, у них закрутилася голова. Племінник забув свої жалі й вирішив, що з ним більше нічого недоброго не трапиться.